# Landsverk L-60
L-60 (v označení Švédské armády Stridsvagn m/40) byl lehký tank, vyvinutý v polovině 30. let ve Švédsku firmou Landsverk. Na jeho konstrukci bylo použito několik nových prvků, které se pak staly součástí běžné konstrukce tanků. Jeho licenční verze 38.M Toldi se zapojila do bojů druhé světové války. Poslední tank L-60 byl vyřazen ze služby v roce 2001.

## Konstrukce
Tank byl vyvinut firmou Landsverk. První prototyp spatřil světlo světa roku 1934. V pojezdovém ústrojí byly dosud používaná listová pera nahrazena torzními tyčemi. Pancéřové pláty byly k sobě svařovány, boky věže a čelní panel korby byly kvůli posílení ochrany zešikmené. Pohonná jednotka sestávala z motoru Scania-Vabis 1664 o výkonu 142 koňských sil, který umožňoval tanku vyvinout maximální rychlost 46 km/h. První verze L-60 měla volantové řízení, které bylo u pozdějších verzí nahrazeno klasickým pákovým ovládáním. Výzbroj sestávala z jednoho 37mm děla Bofors a jednoho 8mm kulometu.

## Výroba
Sériová verze nesla označení L-60 S. V září 1937 objednala švédská armáda 16 kusů této základní verze. Další dva kusy byly odkoupeny Irskem a jeden Rakouskem. V prosinci 1939 bylo objednáno Švédskem dalších 20 kusů verze L-60 S II s přidaným 8mm kulometem na věži. K tankům verze L-60S II se dodávalo také doplňkové dodatečné pancéřování, které by bylo na tanky instalováno až v době války. O rok později, když již bylo jasné, že Švédsko neobdrží objednané československé tanky TNH, bylo zakoupeno dalších 100 kusů verze L-60 S III, z čehož vyrobila 80 kusů firma Karlstad Mekaniska Verkstad.
V roce 1938 byl do Maďarska dodán vzorový kus L-60, poté se zde rozběhla licenční výroba ve firmě MÁVAG. Modifikovaný tank byl zařazen do výzbroje pod označením 38.M Toldi, celkem bylo vyrobeno 193 kusů.

## Služba

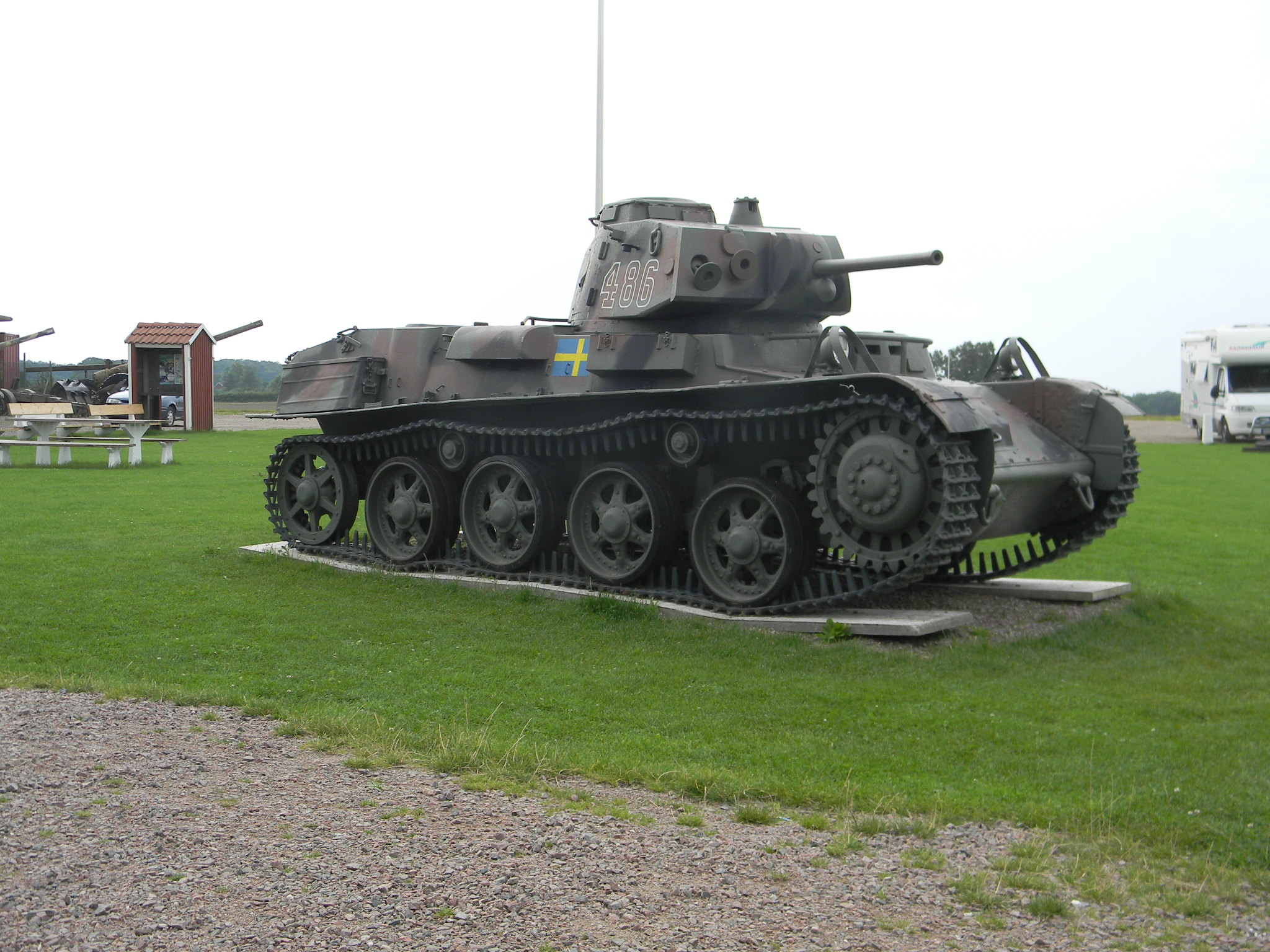
Verze S III

Ve švédské armádě sloužilo celkem 136 kusů tohoto stroje. K útvarům přicházely první tanky v roce 1939, poslední v září 1944. Z výzbroje byly poslední kusy vyřazeny v roce 1957.
V roce 1956 prodalo Švédsko 25 kusů L-60 do Dominikánské republiky. Zpočátku sloužily k obraně letecké základny u hlavního města Santa Dominga, poté byly zařazeny do nově vzniklé obrněné brigády. V dubnu 1965 se podílely na potlačení státního převratu, avšak pár jich padlo do ruk vzbouřencům. Jeden z nich byl poté zničen palbou amerického tanku M48 Patton při útoku proti americké ambasádě. Další byl vyřazen dne 29. dubna americkým stíhačem tanků M50 Ontos. Celkem byly v konfliktu zničeny tři tanky. V roce 1968 byly zbývající L-60 převedeny pod prezidentskou gardu. Poslední z nich byl vyřazen ze služby v roce 2001.

## Verze
- L-60 S (I) – základní sériová verze
- L-60 S II – pákové ovládání, přidán jeden 8mm kulomet
- L-60 S III – změny verze S II zachovány, montován přídavný 35mm pancíř
- 38.M Toldi – modifikovaná licenčně vyráběná maďarská verze